# Kiso
Kiso (jap. 木曽川 Kiso-gawa) – rzeka w Japonii. Przepływa przez prefektury:
Nagano, Gifu, Aichi, Mie i Shiga.